# Kazuo Kubokawa
Kazuo Kubokawa (窪川一雄, Kubokawa Kazuo) (1903 – 3 janvier 1943) est un astronome japonais.
Il codécouvrit l’astéroïde (1139) Atami avec Okuro Oikawa.
Durant la période d’occupation japonaise de Taïwan, il fut président de la section taïwanaise de l’Association astronomique à partir de 1938. Il commença à construire le « Nouvel Observatoire de haute montagne » (新高山 天文台) en 1942, mais mourut l’année suivante.
L'astéroïde (6140) Kubokawa a été nommé en son honneur.